# Cesare Donati
Cesare Donati, född 1826, död 1913, var en italiensk författare.
Donati, som var ämbetsman och tidskriftsredaktör, var även flitig författare av noveller och romaner, bland vilka märks novellen Per un gomitolo (1850), novellsamlingarna Foglie secche (1884) och Storie bizzarre (1888) samt romanen Rivoluzione in miniatura (1876).